# Ruby Princess
Ruby Princess è una nave da crociera di proprietà della Princess Cruises.

Ruby Princess a Istanbul con la vecchia livrea

È stata costruita negli stabilimenti della a Fincantieri a Trieste ed è stata consegnata alla fine di ottobre 2008. È stata battezzata a Fort Lauderdale in Florida il 6 novembre 2008 da Trista e Ryan Sutter.

## Navi gemelle
- Crown Princess
- Emerald Princess